# Galovany
Galovany – wieś (obec) na Słowacji położona w kraju żylińskim, w powiecie Liptowski Mikułasz. Pierwsze wzmianki o miejscowości pochodzą z roku 1600.
Według danych z dnia 31 grudnia 2010, wieś zamieszkiwało 255 osób, w tym 133 kobiet i 122 mężczyzn.
W 2001 roku rozkład populacji względem narodowości i przynależności etnicznej wyglądał następująco:
- Słowacy – 100,0%

W 2022 r. starostą wsi został ponownie Miroslav Kubáň.

## Przypisy

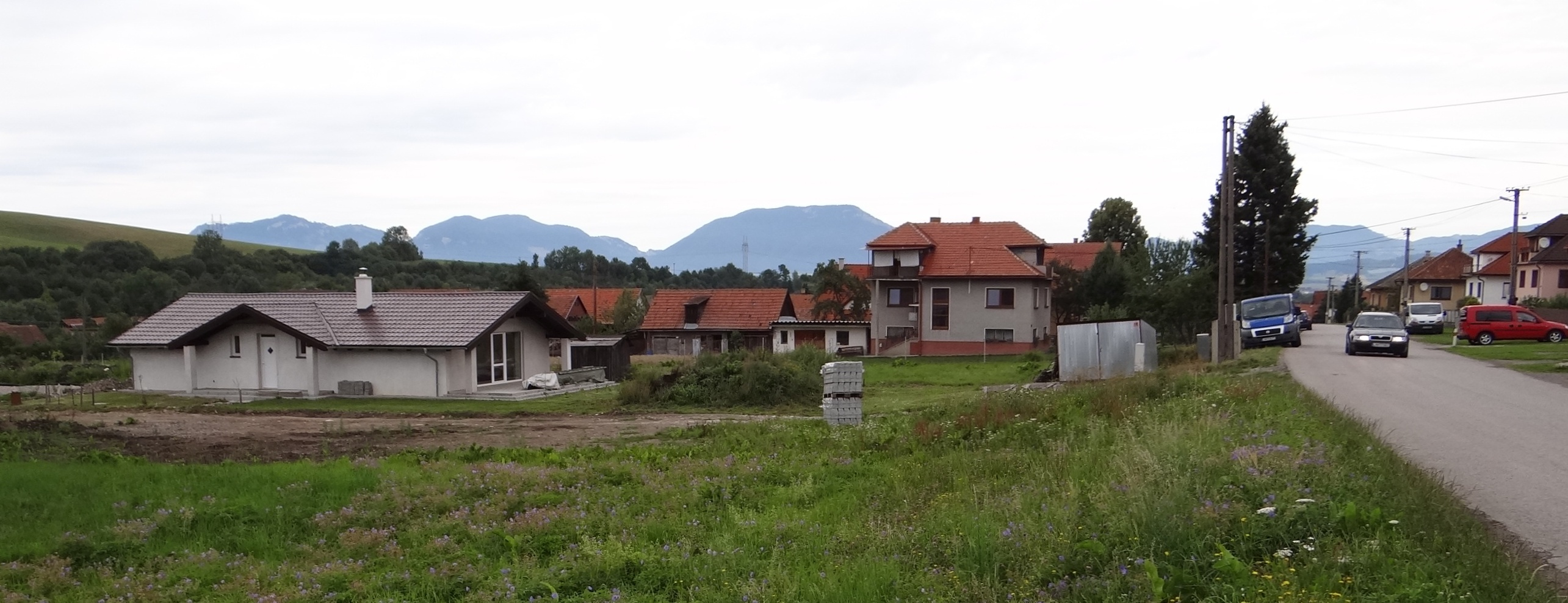
Widok ogólny